# Kuatuniana subasperata
Kuatuniana subasperata – gatunek chrząszcza z rodziny kózkowatych i podrodziny zgrzypikowych. Jedyny przedstawiciel rodzaju Kuatuniana.

## Zasięg występowania
Gatunek ten występuje w prowincji Fujian w płd.-wsch. Chinach.